# Jakob Johann von Uexküll
Jakob Johann von Uexküll, född 1864 i Keblaste i Estland, död 1944 på Capri, var en balttysk zoolog. 

## Biografi
von Uexküll var professor i Hamburg. Han räknas som en av den moderna etologins grundare, särskilt genom sitt arbete Umwelt und Innerwelt der Tiere (1909).
Hans forskning om djurs beteende räknas som en av föregångarna till cybernetiken och han influerade bland annat Martin Heidegger och Michel Foucault samt semiotiken, särskilt biosemiotik. Han var farfar till Jakob von Uexkull.